# Soong Ai-ling

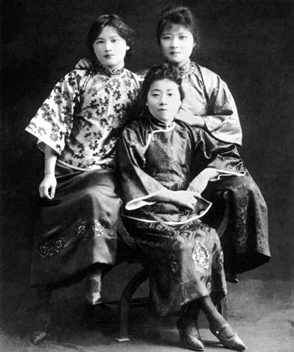
Soong Ai-ling.

Soong Ai-ling (宋藹齡 Pinyin: Sòng Àilíng), o Eling Soong (Shanghái, 14 de junio de 1890 - Nueva York, 18 de octubre de 1973) fue la mayor de las hermanas Soong, según algunos textos el primer carácter de su nombre de cortesía se escribe como 靄 (misma pronunciación). Su nombre (cristiano) de pila fue Nancy.
Con tan solo 14 años de edad su padre Charlie Soong la envía a los Estados Unidos para comenzar su educación en la Universidad Wesleyan de Macon, Georgia, la cual era una de las pocas universidades exclusivamente para mujeres de la época (según los relatos fue la primera asiática en estudiar allí). Regresa a China en 1909 después de graduarse. A mediados de 1911, trabajo como secretaria del amigo de su padre Sun Yat-sen en los albores de la revolución en contra de la Dinastía Qing, luego su hermana Soong Ching-ling ocuparía su puesto como secretaria personal de Sun. Conoció a su futuro esposo H. H. Kung en 1913 y se casaría con el después de un año en Yokohama. Kung con la ayuda de Ai ling se convertiría en el hombre más rico de la República de China a comienzos del siglo XX.
Después de casarse, enseñó inglés por un tiempo, para luego dedicarse por completo al cuidado de sus hijos.
Se mudó a los Estados Unidos en los años 1940, y murió mucho tiempo después a la edad de 83 años en Nueva York.
Sus hijos fueron: 
- Kung Ling-i (孔令儀)
- Kung Ling-kai (孔令侃)
- Kung Ling-chun (孔令俊), también conocida como Kung Ling-wei (孔令偉)
- Kung Ling-chie (孔令傑)

Está enterrada en un mausoleo en el cementerio Ferncliff en el condado de Westchester, Nueva York.